# Distretto di Hachem
Il distretto di Hachem è un distretto della Provincia di Mascara, in Algeria.

## Comuni
Il distretto di Hachem comprende 3 comuni:
- Hachem
- Zelmata
- Nesmoth